# Comorendrongo
De comorendrongo  (Dicrurus fuscipennis) is een zangvogel uit de familie Dicruridae (drongo's). De vogel werd in 1887 door Alphonse Milne-Edwards & Émile Oustalet geldig beschreven. Het is een endemische soort van de Comoren.

## Kenmerken
De vogel is 24 cm lang en lijkt op een spreeuw met een lange gevorkte staart. De vogel lijkt geheel zwart, de vleugel- en staartveren zijn dof donkerbruin, de rest van het verenkleed is glanzend zwart met een blauwe glans in direct zonlicht. De poten en snavel zijn zwart.

## Verspreiding en leefgebied
Het kernleefgebied van de comorendrongo is rond de vulkaan Karthala op het eiland Grande Comore in de zone tussen 100 en 1150 m boven de zeespiegel. De leefgebieden waren oorspronkelijk randen en open plekken van het regenwoud. De vogel wordt nu ook gezien in uitgekapt bos, aanplantingen (kokospalm), agrarisch gebied (o.a. cacaoplantages) en gebieden met struikgewas en her en der een hoge boom.

## Status
Volgens een schatting uit 1985 zouden er nog 100 paar over zijn. Er is geen aanleiding te veronderstellen dat de soort nog verder in aantal is achteruit gegaan, omdat blijkt dat er grote fluctuaties in aantallen zijn en er ook op andere plaatsen geregeld weer drongo's worden gezien. Omdat het een kleine populatie is, binnen een klein gebied waarbinnen nog steeds aantasting van het leefgebied plaatsvindt, staat de comorendrongo als bedreigd op de Rode Lijst van de IUCN.